# M-V
El cohete M-V, también llamado M-5 o Mu-5, era un cohete japonés de combustible sólido diseñado para lanzar satélites científicos. Fue miembro de la familia de cohetes Mu. El Instituto de Ciencia Espacial y Astronáutica (ISAS) comenzó a desarrollar el M-V en 1990 a un costo de 15 mil millones de yenes. Tiene tres etapas y tiene 30,7 metros de altura, 2,5 metros de diámetro y pesa alrededor de 140 toneladas. Fue capaz de lanzar un satélite que pesaba 1,8 toneladas (2 toneladas cortas) en una órbita de hasta 250 kilómetros.
El primer cohete M-V lanzó el satélite de radioastronomía HALCA en 1997, y el segundo el explorador Nozomi Mars en julio de 1998. El tercer cohete intentó lanzar el satélite de rayos X Astro-E el 10 de febrero de 2000, pero falló.
ISAS se recuperó de este revés y se lanzó Hayabusa a 25143 Itokawa en 2003.
El siguiente lanzamiento de M-V fue el satélite científico Astro-E2, un reemplazo para Astro-E, que tuvo lugar el 10 de julio de 2005.
El lanzamiento final fue el de la nave espacial Hinode (SOLAR-B), junto con el microsatélite SSSat y un nanosatélite, HIT-SAT, el 22 de septiembre de 2006.

## Historial de lanzamiento

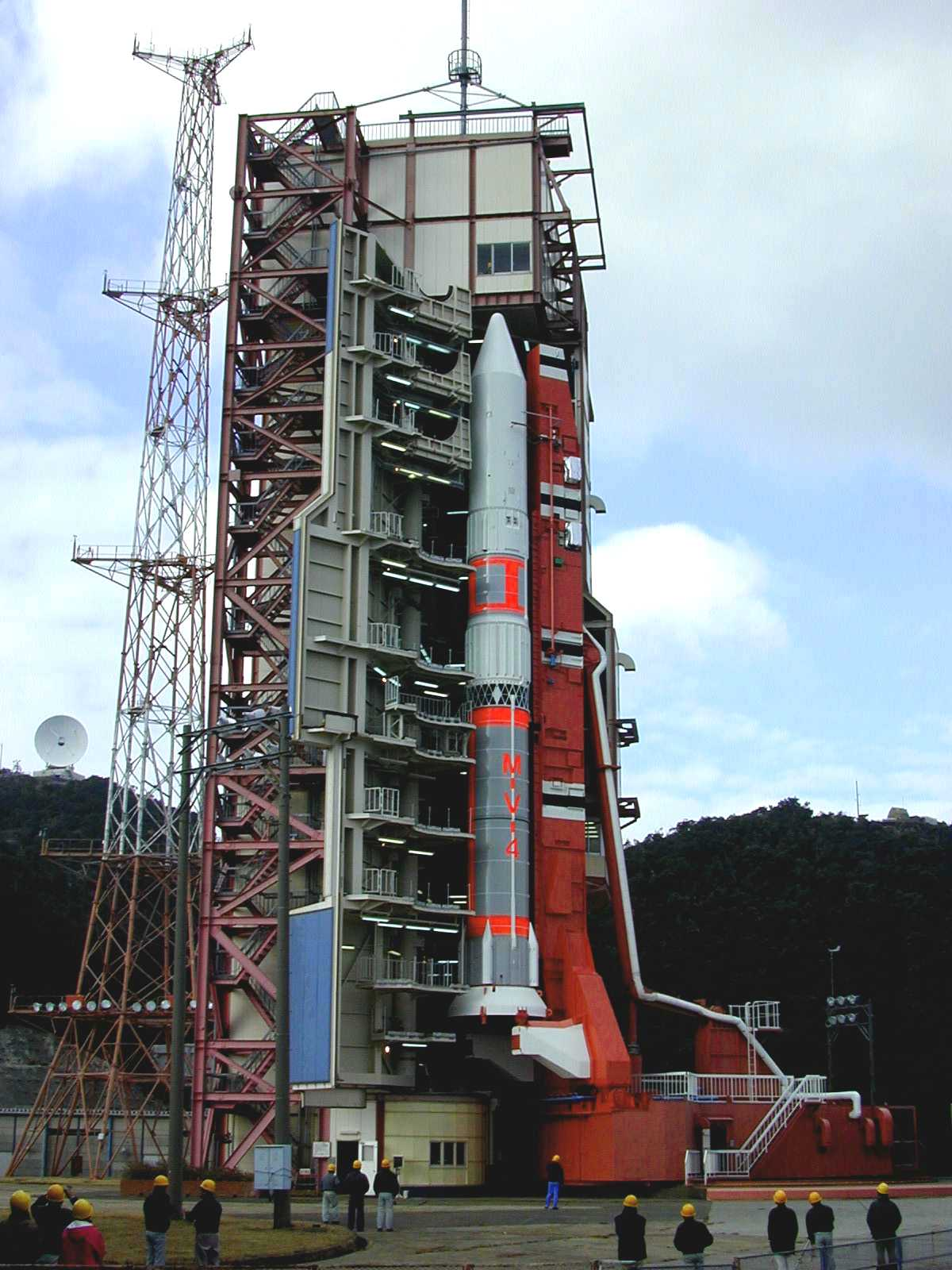
Cohete M-V con el satélite ASTRO-E

| Vuelo N.º | Fecha/tiempo (UTC)                  | Cohete, Configuración | Sitio de lanzamiento | Carga útil                                                     | Masa de carga útil | Órbita | Cliente | Lanzamiento Salir |  |
| --------- | ----------------------------------- | --------------------- | -------------------- | -------------------------------------------------------------- | ------------------ | ------ | ------- | ----------------- |  |
| M-V-1     | 12 de febrero de 1997 04:50:00      | M-V                   |                      | MUSES-B (HALCA)                                                |                    |        |         | Éxito             |  |
| M-V-1     |                                     |                       |                      |                                                                |                    |        |         |                   |  |
| M-V-3     | 3 de julio de 1998 18:12:00         | M-V                   |                      | PLANET-B (Nozomi)                                              |                    |        |         | Éxito             |  |
| M-V-3     |                                     |                       |                      |                                                                |                    |        |         |                   |  |
| M-V-4     | 10 de febrero de 2000 01:30:00      | M-V                   |                      | ASTRO-E                                                        |                    |        |         | Fracaso           |  |
| M-V-4     |                                     |                       |                      |                                                                |                    |        |         |                   |  |
| M-V-5     | 9 de mayo de 2003 04:29:25          | M-V                   |                      | MUSES-C (Hayabusa)                                             |                    |        |         | Éxito             |  |
| M-V-5     |                                     |                       |                      |                                                                |                    |        |         |                   |  |
| M-V-6     | 10 de julio de 2005 03:30:00        | M-V                   |                      | ASTRO-E2 (Suzaku)                                              |                    |        |         | Éxito             |  |
| M-V-6     |                                     |                       |                      |                                                                |                    |        |         |                   |  |
| M-V-8     | 21 de febrero de 2006 21:28:00      | M-V                   |                      | ASTRO-F (Akari) CUTE-1.7 + APD SSP (Vela solar sub-carga útil) |                    |        |         | Éxito             |  |
| M-V-8     | SSP no se pudo abrir por completo   |                       |                      |                                                                |                    |        |         |                   |  |
| M-V-7     | 22 de septiembre de 2006 21:36      | M-V                   |                      | SOLAR-B (Hinode) HIT-SAT SSSat (Vela solar)                    |                    |        |         | Éxito             |  |
| M-V-7     | SSSat falló después del lanzamiento |                       |                      |                                                                |                    |        |         |                   |  |

## Siguiente programa
Un seguimiento de la M-V, llamado Epsilon Rocket, cuenta con una capacidad de carga útil LEO de 1,2 toneladas más baja. El objetivo del desarrollo es reducir los costos, principalmente mediante el uso del cohete de refuerzo sólido H-IIA como primera etapa y a través de un tiempo de preparación de lanzamiento más corto. Los lanzamientos de Epsilon están destinados a costar mucho menos que el costo de lanzamiento de $70 millones de un M-V.
El primer lanzamiento, de un pequeño satélite científico SPRINT-A (Hisaki), tuvo lugar en septiembre de 2013. Los lanzamientos iniciales serán de una versión de dos etapas, de Epsilon, con una capacidad de carga útil LEO de hasta 500 kilogramos.

## Potencial misil balístico intercontinental
Los cohetes de combustible sólido son el diseño elegido para aplicaciones militares, ya que pueden permanecer almacenados durante largos períodos y luego lanzarse de manera confiable con poca antelación.
Los legisladores presentaron argumentos de seguridad nacional para mantener viva la tecnología de cohetes de combustible sólido de Japón después de que ISAS se fusionó con JAXA, que también tiene el cohete de combustible líquido H-IIA, en 2003. El director de asuntos externos de ISAS, Yasunori Matogawa, dijo: "Parece que los defensores de la seguridad nacional de línea dura en el parlamento están aumentando su influencia, y no reciben muchas críticas. Creo que estamos pasando a un período muy peligroso. Cuando se considera el entorno actual y la amenaza de Corea del Norte, es de miedo."
Toshiyuki Shikata, asesor del Gobierno Metropolitano de Tokio y exteniente general, afirmó que parte de la justificación de la quinta misión M-V Hayabusa era que la reentrada y el aterrizaje de su cápsula de retorno demostraron "que la capacidad de misiles balísticos de Japón es creíble".
A nivel técnico, el diseño del M-V podría ser armado rápidamente (como un misil balístico intercontinental, ya que solo se debe cambiar la carga útil y la orientación), aunque esto sería políticamente improbable. El M-V es comparable en rendimiento al LGM-118 Peacekeeper ICBM.

## Cohetes comparables de combustible sólido
- Athena II
- Epsilon
- Minotaur IV
- Vega